# ألبرت هاغان
ألبرت هاغان (بالإنجليزية: Ebenezer Hagan)‏ هو لاعب كرة قدم غاني، ولد في 1 أكتوبر 1975 في كوماسي في غانا. شارك مع منتخب غانا لكرة القدم. أما مع النوادي، فقد لعب مع أشانتي غولد ونادي أبويل ونادي باوك.

## وصلات خارجية
- ألبرت هاغان على موقع قاعدة بيانات كرة القدم.إي يو (الإنجليزية)
- ألبرت هاغان على موقع ناشيونال فوتبول تيمز (الإنجليزية)
- ألبرت هاغان على موقع عالم كرة القدم.نت (الإنجليزية)
- ألبرت هاغان على موقع أوليمبيديا (الإنجليزية)